# Wolfgang Drews (Politiker)
Wolfgang Drews (* 13. November 1966 in Hamburg) ist ein Hamburger Politiker (CDU) und ehemaliges Mitglied der Hamburgischen Bürgerschaft.

## Leben
Drews besuchte von 1972 bis 1985 die Schule und schloss sie mit dem Abitur am Gymnasium Borgfelde ab. Von 1985 bis 1986 leistete er seinen Wehrdienst ab. Anschließend folgte bis 1988 eine Ausbildung zum Bankkaufmann bei der Hamburger Sparkasse. Von 1988 bis 1993 studierte er Betriebswirtschaftslehre an der Universität Hamburg. Die Prüfung zum Diplom-Kaufmann erfolgte 1993. Von 1993 bis 1998 war er als Firmenkundenberater bei der Norddeutschen Hypotheken- und Wechselbank tätig. Ab 1998 arbeitete er für die Deutsche Apotheker- und Ärztebank in Hamburg, und zwar zunächst als Prokurist und ab 2001 als Abteilungsdirektor. Drews wechselte im Juni 2005 in die Düsseldorfer Zentrale seines Arbeitgebers. Seit 2015 ist Drews Geschäftsführer beim DRK-Kreisverband Hamburg-Eimsbüttel e.V.

## Politik
Drews trat 1985 der CDU bei. Von 1991 bis 1997 war er Mitglied der Bezirksversammlung Hamburg-Mitte. Zeitgleich – von 1992 bis 1993 – war er Landesvorsitzender der Jungen Union Hamburg und Mitglied des Landesvorstandes der CDU Hamburg. Von 2000 bis 2005 war er wiederum im Landesvorstand der CDU Hamburg tätig.
Von Oktober 1997 bis Juni 2005 war Drews Mitglied der Hamburgischen Bürgerschaft und als solches Mitglied im Schulausschuss. Er legte aus beruflichen Gründen sein Mandat in der 18. Wahlperiode nieder.